# Тимченко Олексій Анатолійович
Олексій Анатолійович Тимченко (нар. 9 червня 1985, Пантазіївка, Знам'янський район, Кіровоградська область, УРСР) — український футболіст, півзахисник.

## Життєпис
Вихованець олександрійського футболу. У 2001 році розпочав дорослу футбольну кар'єру в складі бориспільського «Борисфену», але одразу ж був переведений до другої команди бориспольців. У 2002 році зіграв 1 матч у складі першої команди «Борисфена», але потім знову виступав за другу команду. А в 2004 році був відданий в оренду до іншого фарм-клубу бориспольців, «Борекс-Борисфену».
У 2005 році Олексій повернувся в Олександрію, де підписав контракт з однойменним муніципальним клубом. Дебютував у футболці «муніципалів» у нічийному (1:1) домашньому поєдинку Групи В Другої ліги чемпіонату України проти маріупольського «Іллічівця-2», вийшовши на поле наприкінці матчу. Дебютними голами в футболці МФК «Олександрія» відзначився 12 травня 2005 року на 44-й та 60-й хвилинах нічийного (3:3) домашнього поєдинку групи В Другої ліги проти донецького «Шахтаря-3». Тимченко вийшов на поле в стартовому складі та відіграв увесь матч. У складі олександрійського клубу виступав у другій частині сезону 2004/05 та першій половині сезону 2005/06. За цей час у Другій лізі зіграв 18 матчів та відзначився 3-ма голами.
У 2006 році захищав кольори броварського «Нафкому». Влітку 2007 року підписав контракт з кременчуцьким «Кременем». У 2011 році перейшов до аматорського колективу «УкрАгроКом» з села Головківка (Кіровоградська область). Проте вже в липні того ж року розпочав виступи в складі болградського СКАД-Ялпуг. Другу частину сезону 2011/12 провів в івано-франківському «Прикарпатті». Напередодні початку сезону 2012/13 підсилив хмельницьке «Динамо». У 2014 році повернувся до Головківки, де став гравцем однойменного клубу, який виступав у чемпіонаті Кіровоградської області.

## Статистика виступів
Станом на 21 вересня 2009
| Клуб            | Сезон   | Ліга  | Ліга | Кубок | Кубок | Загалом | Загалом |
| Клуб            | Сезон   | Матчі | Голи | Матчі | Голи  | Матчі   | Голи    |
| --------------- | ------- | ----- | ---- | ----- | ----- | ------- | ------- |
| Борисфен-2      | 2001-02 | 3     | 0    | 0     | 0     | 3       | 0       |
| Борисфен-2      | Загалом | 3     | 0    | 0     | 0     | 3       | 0       |
| Борисфен        | 2001-02 | 0     | 0    | 0     | 0     | 0       | 0       |
| Борисфен        | 2002-03 | 1     | 0    | 0     | 0     | 1       | 0       |
| Борисфен        | Загалом | 1     | 0    | 0     | 0     | 1       | 0       |
| Борисфен-2      | 2002-03 | 29    | 1    | 0     | 0     | 29      | 1       |
| Борисфен-2      | 2003-04 | 21    | 3    | 0     | 0     | 21      | 3       |
| Борисфен-2      | Загалом | 50    | 4    | 0     | 0     | 50      | 4       |
| Борекс-Борисфен | 2003-04 | 11    | 1    | 0     | 0     | 11      | 1       |
| Борекс-Борисфен | Загалом | 11    | 1    | 0     | 0     | 11      | 1       |
| Борисфен (мол.) | 2004-05 | 12    | 1    | 0     | 0     | 12      | 1       |
| Борисфен (мол.) | Загалом | 12    | 1    | 0     | 0     | 12      | 1       |
| МФК Олександрія | 2004-05 | 6     | 2    | 0     | 0     | 6       | 2       |
| МФК Олександрія | 2005-06 | 12    | 0    | 0     | 0     | 12      | 0       |
| МФК Олександрія | Загалом | 18    | 2    | 0     | 0     | 18      | 2       |
| Нафком          | 2005-06 | 11    | 2    | 0     | 0     | 11      | 2       |
| Нафком          | 2006-07 | 17    | 6    | 1     | 0     | 18      | 6       |
| Нафком          | Загалом | 28    | 8    | 1     | 0     | 29      | 8       |
| ЦСКА (Київ)     | 2006-07 | 11    | 0    | 0     | 0     | 11      | 0       |
| ЦСКА (Київ)     | Загалом | 11    | 0    | 0     | 0     | 11      | 0       |
| Кремінь         | 2007-08 | 26    | 2    | 0     | 0     | 26      | 2       |
| Кремінь         | 2008-09 | 25    | 4    | 1     | 0     | 26      | 4       |
| Кремінь         | 2009-10 | 5     | 0    | 1     | 0     | 6       | 0       |
| Кремінь         | Загалом | 56    | 6    | 2     | 0     | 58      | 6       |
| Кар'єра         | Загалом | 190   | 22   | 3     | 0     | 193     | 22      |